# Kolchidina
Kolchidina es un género de foraminífero bentónico de la subfamilia Lituolinae, de la familia Lituolidae, de la superfamilia Lituoloidea, del suborden Lituolina y del orden Lituolida. Su especie tipo es Ammobaculites manyschensis. Su rango cronoestratigráfico abarca el Daniense (Paleoceno inferior).

## Discusión
Clasificaciones previas incluían Kolchidina en el suborden Textulariina del orden Textulariida, o en el orden Lituolida sin diferenciar el suborden Lituolina.

## Clasificación
Kolchidina incluye a las siguientes especies:
- Kolchidina ammobaculoides †
- Kolchidina manyschensis †